# Bogi Løkin
Bogi Løkin (Runavík, 22 ottobre 1988) è un calciatore faroese, centrocampista del Frem e della Nazionale faroese.

## Biografia
Anche suo padre Abraham e suo fratello Karl sono stati calciatori.

## Carriera

### Club
Ha giocato nella prima divisione faroese.

### Nazionale
Tra il 2008 ed il 2012 ha totalizzato complessivamente 18 presenze ed una rete con la nazionale faroese.